# Amt Lalendorf

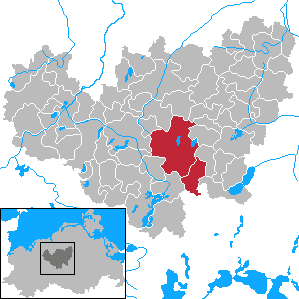
Amt Lalendorf im ehemaligen Landkreis Güstrow

Im Amt Lalendorf im ehemaligen Landkreis Güstrow in Mecklenburg-Vorpommern, das seit 1992 existierte, waren die fünf Gemeinden Lalendorf (Amtssitz), Langhagen, Mamerow, Vietgest und Wattmannshagen zur Erledigung ihrer Verwaltungsgeschäfte zusammengeschlossen. Die Gemeinden Mamerow und Vietgest wurden am 1. Juli 2001, die Gemeinde Wattmannshagen am 1. Januar 2004 nach Lalendorf eingemeindet.
Das Amt Lalendorf wurde am 1. Juli 2004 aufgelöst. Die verbleibenden Gemeinden Lalendorf und Langhagen wurden in das Amt Krakow am See eingegliedert. Durch die Eingemeindung von Langhagen nach Lalendorf zum 25. Mai 2014 ist das Gebiet der Gemeinde Lalendorf nunmehr identisch mit dem des ehemaligen Amtes.